# В-92

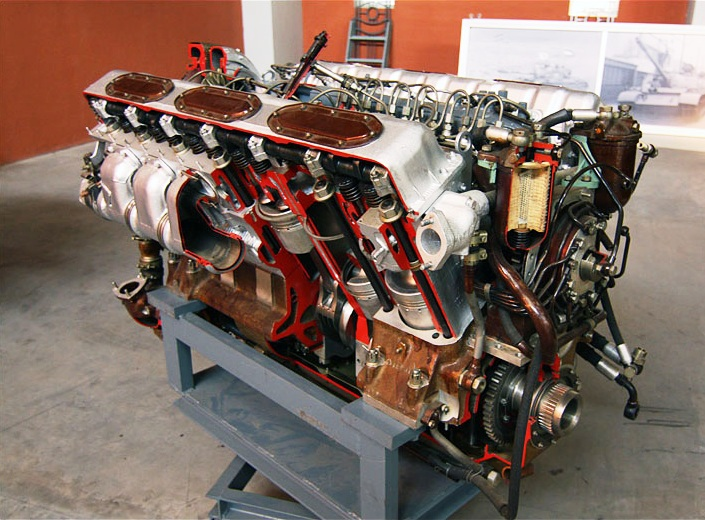
Танковый двигатель В-92

В-92 — российский четырёхтактный V-образный 12-цилиндровый многотопливный дизельный танковый двигатель жидкостного охлаждения с турбонаддувом. Создан на базе дизеля В-2 танка Т-34, в частности, сохранил размерность (диаметр цилиндра, ход поршня) и конструкцию в целом. Имеет непосредственный впрыск топлива и полностью динамически уравновешен. Развивает мощность до 1000 лошадиных сил (736 кВт) на 2000 об/мин, предназначен для установки на танки Т-90. Выхлопная система расположена в надгусеничном патрубке, что уменьшает нагрев корпуса и заметность танка для систем ИК-наведения. Двигатель выполнен с применением алюминиевых сплавов: картер, блок цилиндров, поршни (АК12Д). Клапаны выполнены из хромомолибденовой стали 40Х10С2М.
К 2000 году ЧТЗ успешно завершил ГСИ двигателя.
В 2017 году двигатель В-92С2Ф (1130 л. с.) начали устанавливать на модернизированные Научно-производственной корпорацией «Уралвагонзавод» (УВЗ) танки Т-72Б3.

## Технические характеристики
- Система смесеобразования: непосредственный впрыск топлива
- Мощность двигателя без сопротивления на впуске и выпуске: 736 кВт (1000 л.с.)
- Запас по крутящему моменту: 25%
- Удельный расход топлива: 212 г/кВт*ч (156 г/л.с.*ч)
- Масса: 1020 кг
- Удельная мощность: 0,72 кВт/кг (0,98 л.с./кг)
- Объём: 38 880 см3
- Диаметр цилиндра: 150,0 мм
- Ход поршня в цилиндре:
  - с главным шатуном: 180,0 мм
  - с прицепным шатуном: 186,7 мм
- Минимальная температура надежного пуска двигателя без предварительного разогрева: минус 20 °C
- Допустимая температура окружающего воздуха: от минус 50 до плюс 50 °C
- Относительная влажность воздуха: до 98 % при плюс 20 °C
- Допустимая высота над уровнем моря: до 3000 м
- Порядок чередования вспышек: равномерный, через 60° поворота коленчатого вала
- Степень уравновешенности: полная динамическая уравновешенность
- Габаритные размеры: длина 1560 мм, высота 950 мм